# Замороченье
Замороченье (укр. Заморочення) — село в Шепетовском районе Хмельницкой области Украины.
Население по переписи 2001 года составляло 190 человек. Почтовый индекс — 30413. Телефонный код — 3840. Занимает площадь 57 км². Код КОАТУУ — 6825582604.

## Местный совет
Городнявский сельский совет: 30413, Хмельницкая обл., Шепетовский р-н, с. Городнявка